# Ружицкий, Владимир Петрович
Ружицкий Владимир Петрович (род. 1956, Будичаны) — бывший глава городского округа Люберцы Московской области (2005 – 2022 гг.).

## Биография
Родился в 1956 году в селе Будичаны Чудновского района Житомирской области Украинской ССР в рабочей семье. Закончил Московский горный институт (сегодня — Горный институт НИТУ «МИСиС»).
После окончания института работал оператором станков с числовым программным управлением; с 1983 по 1986 год работал инженером-технологом на Малаховском экспериментальном заводе ВПО «Союзуглемаш» Минуглепрома СССР, избирался секретарем заводского комитета комсомола, с 1990 г. — заместитель начальника кузнечно-литейного цеха завода; 1992—1994 — генеральный директор Научно-производственной фирмы «Эксмаш»; 1994—1997 — директор дочернего предприятия «Малэкс»; с марта 1997 г. — первый заместитель генерального директора, с апреля 1997 г. — генеральный директор и член Совета директоров ОАО «Малаховский экспериментальный завод»; одновременно — доцент кафедры «горные машины и оборудование» Московского государственного горного университета. Заслуженный работник промышленности Московской области
Вел активную общественную работу: был секретарем комсомольской организации, секретарём парткома завода.
В 2005 году решением Совета депутатов Люберецкого муниципального района Московской области избран главой Люберецкого муниципального района и позднее (в 2009 году) стал одновременно мэром города Люберцы.
Является членом партии Единая Россия. В 2019 году поддержал идею строительства 10-полосного шоссе через центр Люберец по Октябрьскому проспекту. На данный момент работы активно ведутся.